# Composição do corpo humano

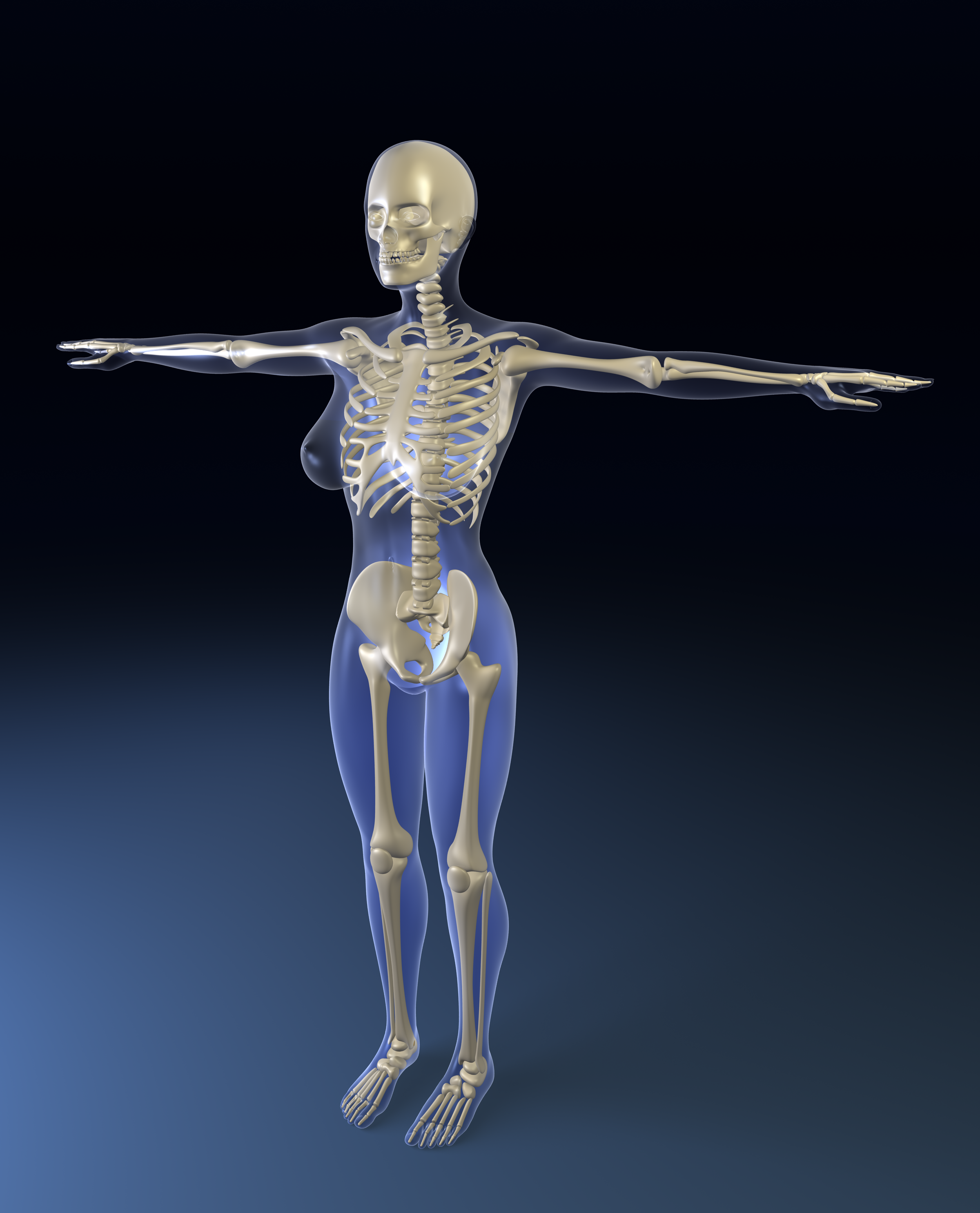
Modelo representativo de um corpo humano

A composição do corpo humano pode ser analisada por meio de diversas maneiras distintas. Tal análise pode ser executada em termos da distribuição percentual dos elementos químicos dispersos em um ser humano mediano ou considerando componentes moleculares, como por exemplo, as quantidades de água, proteína, gorduras (ou lipídios), hidroxiapatita, carboidratos, entre outros.
Já em relação aos tipos de células, o corpo humano contém centenas de estruturas celulares diferentes, mas notavelmente, o maior número de células contidas em um ser humano saudável (embora não corresponda a maior massa) não são células humanas, mas sim de bactérias que residem no trato gastrointestinal.

## Elementos químicos
Considerando a composição química do corpo humano, é possível afirmar que mais de 99% de toda a massa de um ser humano padrão é composta por apenas seis elementos químicos distintos: oxigênio, carbono, hidrogênio, nitrogênio, cálcio e fósforo. Considerando o 1% da massa restante, é possível afirmar que 0,85% correspondem a outros cinco elementos somados: potássio, enxofre, sódio, cloro e magnésio. Todos os demais elementos somados juntos não alcançam a massa do magnésio, o menos abundante dos 11 elementos citados nesta lista.
| | Elemento | Símbolo | % dispersa no corpo humano | Percentual atômico |
| Oxigênio | O        | 65,0    | 24,0                       |                    |
| Carbono | C        | 18,5    | 12,0                       |                    |
| Hidrogênio | H        | 9,5     | 62,0                       |                    |
| Nitrogênio | N        | 3,2     | 1,1                        |                    |
| Cálcio | Ca       | 1,5     | 0,22                       |                    |
| Fósforo | P        | 1,0     | 0,22                       |                    |
| Potássio | K        | 0,4     | 0,03                       |                    |
| Enxofre | S        | 0,3     | 0,038                      |                    |
| Sódio | Na       | 0,2     | 0,037                      |                    |
| Cloro | Cl       | 0,2     | 0,024                      |                    |
| Magnésio | Mg       | 0,1     | 0,015                      |                    |
| Oligoelementos incluindo boro (B), cromo (Cr), cobalto, (Co), cobre (Cu), flúor (F), iodo (I), ferro (Fe), manganês (Mn), molibdênio (Mo), selênio (Se), silício (Si), estanho (Sn), vanádio (V) e zinco (Zn), |          | < 1,0   | < 0.3                      |                    |

### Distribuição percentual completa

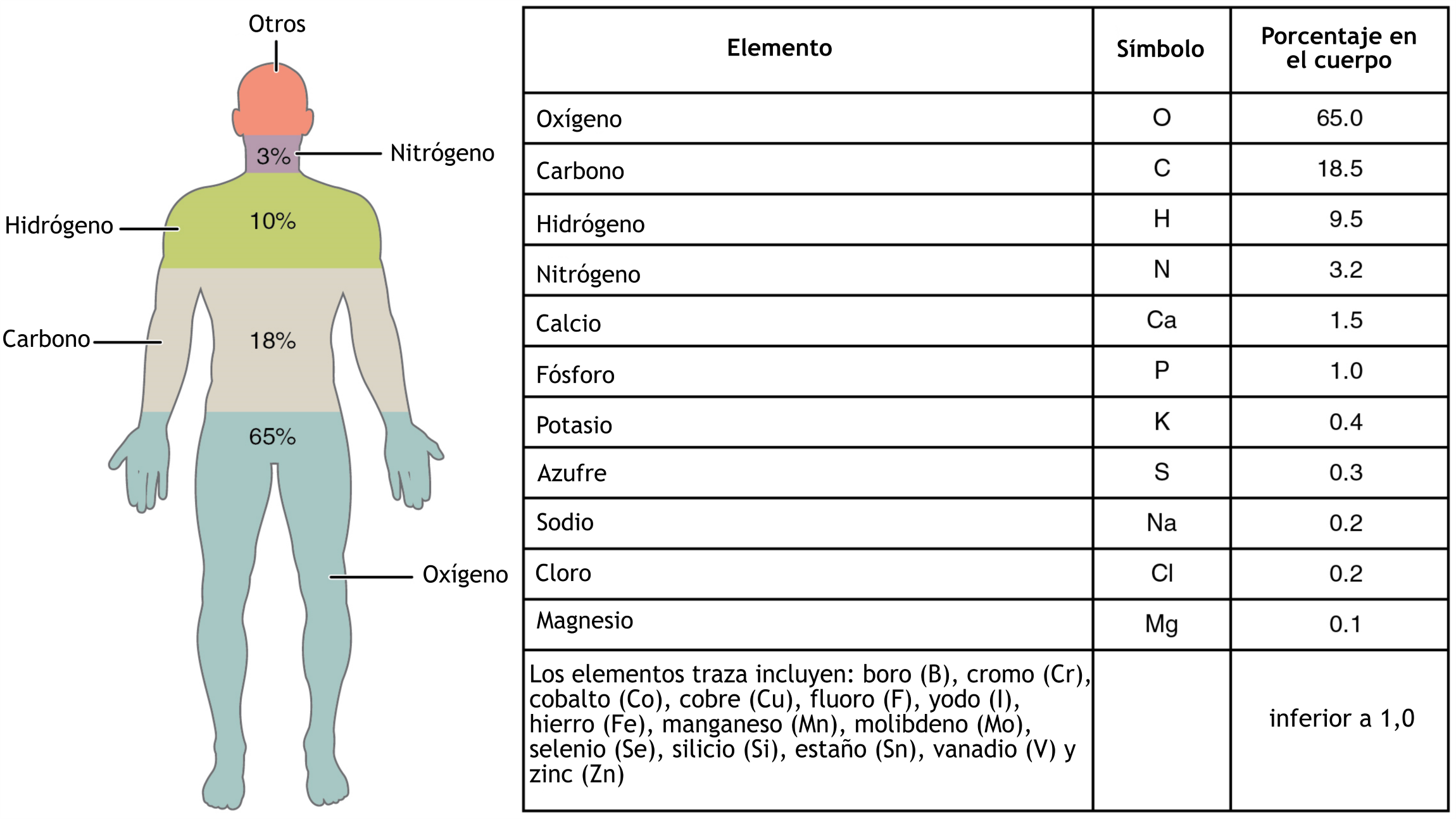
Distribuição dos elementos químicos em relação à massa média de um corpo humano

Em relação à composição química completa do corpo humanos considera-se que, usualmente, estejam presentes 61 distintos elementos químicos. Alguns dos elementos listados na tabela exposta não são reconhecidos como nutrientes essenciais, embora sejam componentes do corpo humano. Outros elementos, embora essenciais, podem ser danosos quando presentes em grandes quantidades.
Em média, o organismo de um humano adulto pesando 70 quilos contém cerca de 7×10 27 átomos, o que corresponde a 7 000 000 000 000 000 000 000 000 000 (7 octilhões) de átomos, distribuídos em ampla gama de elementos químicos.
Os 61 elementos mais abundantes encontram-se exibidos na tabela abaixo. Dentre eles destacam-se alguns metais cuja presença é essencial para o bom funcionamento do organismo do ser humano. Essas substâncias são conhecidas popularmente como sais minerais e sua presença e manutenção da quantidade necessária para um metabolismo adequado está diretamente ligada à ingestão de alimentos capazes de fornecê-los.
| Distribuição e abundância de elementos químicos em um corpo humano, considerando um indivíduo adulto saudável, com massa aproximada de 70kg. | Distribuição e abundância de elementos químicos em um corpo humano, considerando um indivíduo adulto saudável, com massa aproximada de 70kg. | Distribuição e abundância de elementos químicos em um corpo humano, considerando um indivíduo adulto saudável, com massa aproximada de 70kg. | Distribuição e abundância de elementos químicos em um corpo humano, considerando um indivíduo adulto saudável, com massa aproximada de 70kg. | Distribuição e abundância de elementos químicos em um corpo humano, considerando um indivíduo adulto saudável, com massa aproximada de 70kg. | Distribuição e abundância de elementos químicos em um corpo humano, considerando um indivíduo adulto saudável, com massa aproximada de 70kg. | Distribuição e abundância de elementos químicos em um corpo humano, considerando um indivíduo adulto saudável, com massa aproximada de 70kg. | Distribuição e abundância de elementos químicos em um corpo humano, considerando um indivíduo adulto saudável, com massa aproximada de 70kg. | Distribuição e abundância de elementos químicos em um corpo humano, considerando um indivíduo adulto saudável, com massa aproximada de 70kg. |
| Ordem de abundância em relação à massa | Elemento | Número atômico | Porcentagem em relação à massa total | Massa total (kg) | Percentual atômico | Número estimado de átomos presentes no organismo                                                                                             | Apresenta papel biológico essencial ao organismo humano?                                                                                     | Efeitos tóxicos caso esteja presente em quantidades superiores ao normal                                                                     |
| --- | --- | --- | --- | --- | --- | --- | --- | --- |
| 1° | Oxigênio | 8 | 61,35% | 43 | 24 | 1,61 x 10 27 | Sim | Oxidação / radicais livres |
| 2° | Carbono | 6 | 22,83% | 16 | 12 | 8,03 x 10 26 | Sim | |
| 3° | Hidrogênio | 1 | 9,98% | 7 | 62 | 4,22 x 10 27 | Sim | Acidose |
| 4° | Nitrogênio | 7 | 2,57% | 1,8 | 1,1 | 3,9 x 10 25 | Sim | |
| 5° | Cálcio | 20 | 1,42% | 1,0 | 0,22 | 1,6 x 10 25 | Sim | Hipercalcemia |
| 6° | Fósforo | 15 | 1,11% | 0,78 | 0,22 | 9,6 x 10 24 | Sim | Hiperfosfatemia |
| 7° | Potássio | 19 | 0,19% | 0,14 | 0,033 | 2,2 x 10 24 | Sim | Hipercaliemia |
| 8° | Enxofre | 16 | 0,19% | 0,14 | 0,038 | 2,6 x 10 24 | Sim | |
| 9° | Sódio | 11 | 0,14% | 0,10 | 0,037 | 2,5 x 10 24 | Sim | Hipernatremia |
| 10° | Cloro | 17 | 0,14% | 0,095 | 0,024 | 1,6 x 10 24 | Sim | Hipercloremia |
| 11° | Magnésio | 12 | 0,03% | 0,019 | 0,0070 | 4,7 x 10 23 | Sim | Hipermagnesemia |
| 12° | Ferro | 26 | 0,006% | 0,0042 | 0,00067 | 4,5 x 10 22 | Sim | Hemocromatose |
| 13° | Flúor | 9 | 0,0037% | 0,0026 | 0,0012 | 8,3 x 10 22 | Talvez | Fluorose óssea / Fluorose dentária / Intoxicação                                                                                             |
| 14° | Zinco | 30 | 0,0033% | 0,0023 | 0,00031 | 2,1 x 10 22 | Sim | Intoxicação |
| 15° | Silício | 14 | 0,0014% | 0,0010 | 0,0058 | 3,9 x 10 23 | Provavelmente | |
| 16° | Gálio | 31 | 0,0010% | 0,0007 | 0,00093 | | Não | Envenenamento |
| 17° | Rubídio | 37 | 0,0009% | 0,00068 | 0,000033 | 2,2 x 10 21 | Não | Substituição do potássio |
| 18° | Estrôncio | 38 | 0,0005% | 0,00032 | 0,000033 | 2,2 x 10 21 | Não | Substituição do cálcio |
| 19° | Bromo | 35 | 0,0004% | 0,00026 | 0,000030 | 2,0 x 10 21 | Talvez | Intoxicação |
| 20° | Chumbo | 82 | 0,0001% | 0,00012 | 0,0000045 | 3 x 10 20 | Não | Envenenamento / Intoxicação |
| 21° | Cobre | 29 | Elemento-traço | 0,000072 | 0,0000104 | 7 x 10 20 | Sim | Intoxicação |
| 22° | Alumínio | 13 | Elemento-traço | 0,000060 | 0,000015 | 1,0 x 10 21 | Não | Envenenamento / Intoxicação |
| 23° | Cádmio | 48 | Elemento-traço | 0,000050 | 0,0000045 | 3 x 10 20 | Não | Envenenamento / Intoxicação |
| 24° | Cério | 58 | Elemento-traço | 0,000040 | | | Não | |
| 25° | Bário | 56 | Elemento-traço | 0,000022 | 0,0000012 | 8 x 10 19 | Não | Intoxicação quando presente em grandes quantidades                                                                                           |
| 26° | Estanho | 50 | Elemento-traço | 0,000020 | 6,0 × 10−7 | 4 x 10 19 | Não | |
| 27° | Iodo | 53 | Elemento-traço | 0,000020 | 7,5 × 10−7 | 5 x 10 19 | Sim | Hipertireoidismo induzido por iodo |
| 28° | Titânio | 22 | Elemento-traço | 0,000020 | | | Não | |
| 29° | Boro | 5 | Elemento-traço | 0,000018 | 0,0000030 | 2 x 10 20 | Provavelmente | |
| 30° | Selênio | 34 | Elemento-traço | 0,000015 | 4,5 × 10−8 | 3 x 10 18 | Sim | Intoxicação |
| 31° | Níquel | 28 | Elemento-traço | 0,000015 | 0,0000015 | 1 x 10 20 | Não | Intoxicação |
| 32° | Cromo | 24 | Elemento-traço | 0,000014 | 8,9×10−8 | 6 x 10 18 | Sim | |
| 33° | Manganês | 25 | Elemento-traço | 0,000012 | 0,0000015 | 1 x 10 20 | Sim | Manganismo |
| 34° | Arsênio | 33 | Elemento-traço | 0,000007 | 8,9 × 10−8 | 6 x 10 18 | Não | Envenenamento / Intoxicação |
| 35° | Lítio | 3 | Elemento-traço | 0,000007 | 0,0000015 | 1 x 10 20 | Sim | Intoxicação |
| 36° | Rutênio | 44 | Elemento-traço | 0,000007 | | | Não | |
| 37° | Mercúrio | 80 | Elemento-traço | 0,000006 | 8,9 × 10−8 | 6 x 10 18 | Não | Envenenamento / Intoxicação |
| 38° | Césio | 55 | Elemento-traço | 0,000006 | 1×10−7 | 7 x 10 18 | Não | |
| 39° | Molibdênio | 42 | Elemento-traço | 0,000005 | 4,5 × 10−8 | 3 x 10 18 | Sim | |
| 40° | Germânio | 32 | Elemento-traço | 0,000005 | | | Não | |
| 41° | Cobalto | 27 | Elemento-traço | 0,000003 | 3×10−7 | 2 x 10 19 | Sim | |
| 42° | Antimônio | 51 | Elemento-traço | 0,000002 | | | Não | Intoxicação |
| 43° | Prata | 47 | Elemento-traço | 0,000002 | | | Não | Argiria |
| 44° | Nióbio | 41 | Elemento-traço | 0,0000015 | | | Não | |
| 45° | Zircônio | 40 | Elemento-traço | 0,000001 | 3×10−7 | 2 x 10 19 | Não | |
| 46° | Lantânio | 57 | Elemento-traço | 0,0000008 | | | Não | |
| 47° | Telúrio | 52 | Elemento-traço | 0,0000007 | | | Não | |
| 48° | Ítrio | 39 | Elemento-traço | 0,0000006 | | | Não | |
| 49° | Bismuto | 83 | Elemento-traço | 0,0000005 | | | Não | |
| 50° | Tálio | 81 | Elemento-traço | 0,0000005 | | | Não | Envenenamento / Intoxicação |
| 51° | Índio | 49 | Elemento-traço | 0,0000004 | | | Não | |
| 52° | Ouro | 79 | Elemento-traço | 0,0000002 | 3×10−7 | 2 x 10 19 | Não | Possível genotoxicidade |
| 53° | Escândio | 21 | Elemento-traço | 0,0000002 | | | Não | |
| 54° | Tântalo | 73 | Elemento-traço | 0,0000002 | | | Não | |
| 55° | Tungstênio | 74 | Elemento-traço | 0,0000002 | | | Não | |
| 56° | Vanádio | 23 | Elemento-traço | 0,00000011 | 1,2 × 10−8 | 8 x 10 17 | Provavelmente | |
| 57° | Tório | 90 | Elemento-traço | 0,0000001 | | | Não | Intoxicação / Envenenamento por radiotividade                                                                                                |
| 58° | Urânio | 92 | Elemento-traço | 0,0000001 | 3×10−9 | 2 x 10 17 | Não | Intoxicação / Envenenamento por radiotividade                                                                                                |
| 59° | Samário | 62 | Elemento-traço | 0,00000005 | | | Não | |
| 60° | Berílio | 4 | Elemento-traço | 0,000000036 | 4,5 × 10−8 | 3 x 10 18 | Não | Intoxicação quando presente em grandes quantidades                                                                                           |
| 61° | Rádio | 88 | Elemento-traço | 0,00000000000003 | 1×10−17 | 8 x 10 10 | Não | Intoxicação / Envenenamento por radiotividade                                                                                                |

### Elementos traço
Nem todos os elementos presentes no corpo humano encontrados em quantidades traço apresentam papéis essenciais para a vida. A ciência acredita que alguns desses elementos são simples contaminantes secundários sem função biológica (exemplos: césio e titânio), enquanto outros são considerados tóxicos ativos, podendo ser danosos conforme a quantidade (cádmio e mercúrio, por exemplo). Em alguns casos essa função pode ser alterada conforme a quantidade presente no organismo. O arsênio, por exemplo, é considerado tóxico, mas especula-se que ele desempenhe algum papel biológico quando presente em quantidades ínfimas no organismo.

#### Presença de elementos químicos inusitados
Dentre os componentes presentes na composição do corpo humano, observa-se a existência de alguns elementos químicos inusitados, ainda que a maior parte deles estejam presentes em quantidades traço.
Embora presente em quantidades ínfimas, metais usualmente tido como raros e de grande valor comercial, tais como prata, titânio e ouro podem ser detectados por análises instrumentais. No caso do ouro, por exemplo, estima-se que exista cerca de 0,2 miligramas do metal no corpo de cada ser humano, sendo que a maior parte destes átomos de ouro encontram-se em circulação na corrente sanguínea. Embora não apresentem nenhum papel biológico conhecido, alguns estudos apontam que o ouro e a prata podem impactar o desenvolvimento de algumas células do sistema nervoso humano.
Adicionalmente, elementos conhecidos por apresentarem elevada radioatividade se mostram presentes em quantidades infinitesimais, incluindo berílio, rádio, tório e urânio. Diversos isótopos radioativos de outros elementos químicos também encontram-se em circulação nos organismos humanos, tais como potássio-40, carbono-14, rubídio-87 e trítio. Contudo a reduzida quantidade desses elementos normalmente presentes nos seres humanos, elimina qualquer motivo de preocupação em relação à possíveis impactos ou riscos à saúde decorrentes de seus níveis de radioatividade.

## Substâncias moleculares
Em relação às moléculas mais comumente presentes no organismo humano, é possível destacar as seguintes substâncias:
- Água;
- Proteínas, incluindo as presentes nos músculos, cabelos, tecidos conjuntivos, entre outros;
- Lipídeos;
- Hidroxiapatita;
- Carboidratos;
- Enzimas;
- DNA e RNA;
- Compostos iônicos inorgânicos dissolvidos
- Gases concentrados em órgãos dos sistemas respiratório e digestivo; e também dissolvidos em outros componentes, como sangue, linfa, tecidos e fluídos corporais;
- Inúmeras outras moléculas pequenas, tais como aminoácidos, ácidos graxos, nucleobases, nucleotídeos, vitaminas, coenzimas e cofatores;
- Radicais livres.

De um ponto de vista molecular, a composição média de uma célula típica do corpo humano, com dimensão de 20 micrometros pode ser resumida na tabela a seguir:
| Molécula                     | Percentagem da massa total | Moléculas presentes | Percentual de moléculas em relação ao total |
| ---------------------------- | -------------------------- | ------------------- | ------------------------------------------- |
| Água                         | 65                         | 1,74 × 1014         | 98,73                                       |
| Outros elementos inorgânicos | 1,5                        | 1,31 × 1012         | 0,74                                        |
| Lípideos                     | 12                         | 8,4 × 1011          | 0,475                                       |
| Outros elementos orgânicos   | 0,4                        | 7,7 × 1010          | 0,044                                       |
| Proteínas                    | 20                         | 1,9 × 1010          | 0,011                                       |
| RNA                          | 1,0                        | 5×107               | 3×10−5                                      |
| DNA                          | 0,1                        | 46                  | 3×10−11                                     |